# Branchiostegus paxtoni
Branchiostegus paxtoni is een straalvinnige vissensoort uit de familie van tegelvissen (Malacanthidae). De wetenschappelijke naam van de soort is voor het eerst geldig gepubliceerd in 1988 door Dooley & Kailola.